# Izmir
Izmir (tur. İzmir; hist. Smyrna, gr. Σμύρνη) – miasto portowe w zachodniej Turcji nad Zatoką Izmirską, stolica prowincji (ilu) Izmir. Trzecie miasto pod względem wielkości w Turcji, liczące ponad 4,2 mln mieszkańców. Ważny ośrodek handlowy i przemysłowy Turcji: huta żelaza, rafineria ropy naftowej, zakłady tytoniowe, włókiennicze i cementowe. Drugi port handlowy po Stambule. W Izmirze odbywają się największe na Bliskim Wschodzie Międzynarodowe Targi Izmirskie. Siedziba dowództwa południowo-wschodnich kontyngentów NATO.

## Ludność
Liczba mieszkańców:
- 1960 – 370 900
- 1980 – 530 064
- 1985 – 946 225
- 1990 – 1 757 414
- 1997 – 2 058 972
- 2000 – 2 232 265
- 2003 – 2 398 200
- 2007 – 3 097 000
- 2016 – 4 223 545
- 2021 – 4 425 789

## Historia

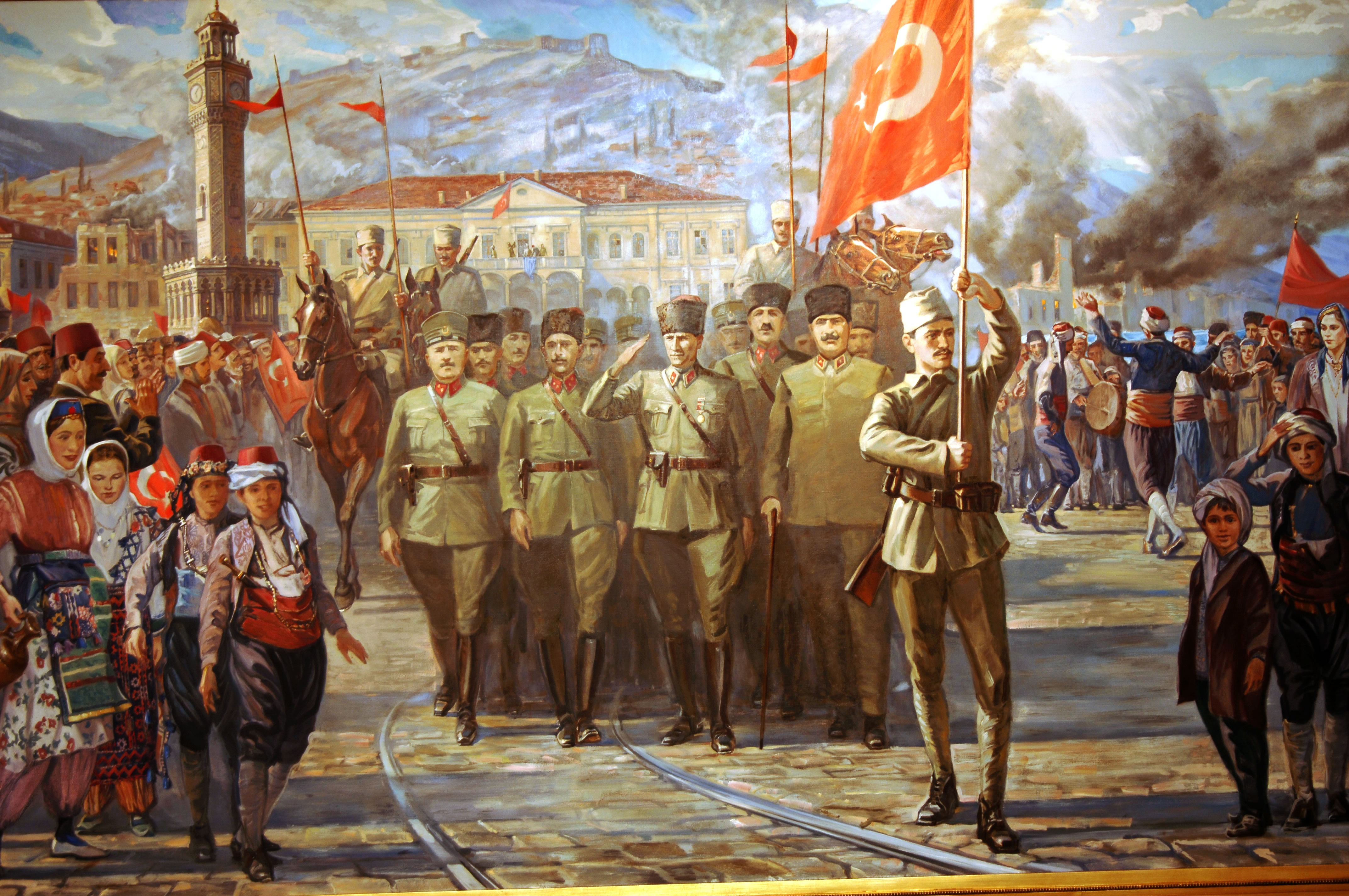
Wyzwolenie Izmiru, obraz Ahmeta Ziya Akbuluta upamiętniający wydarzenia z 9 września 1922

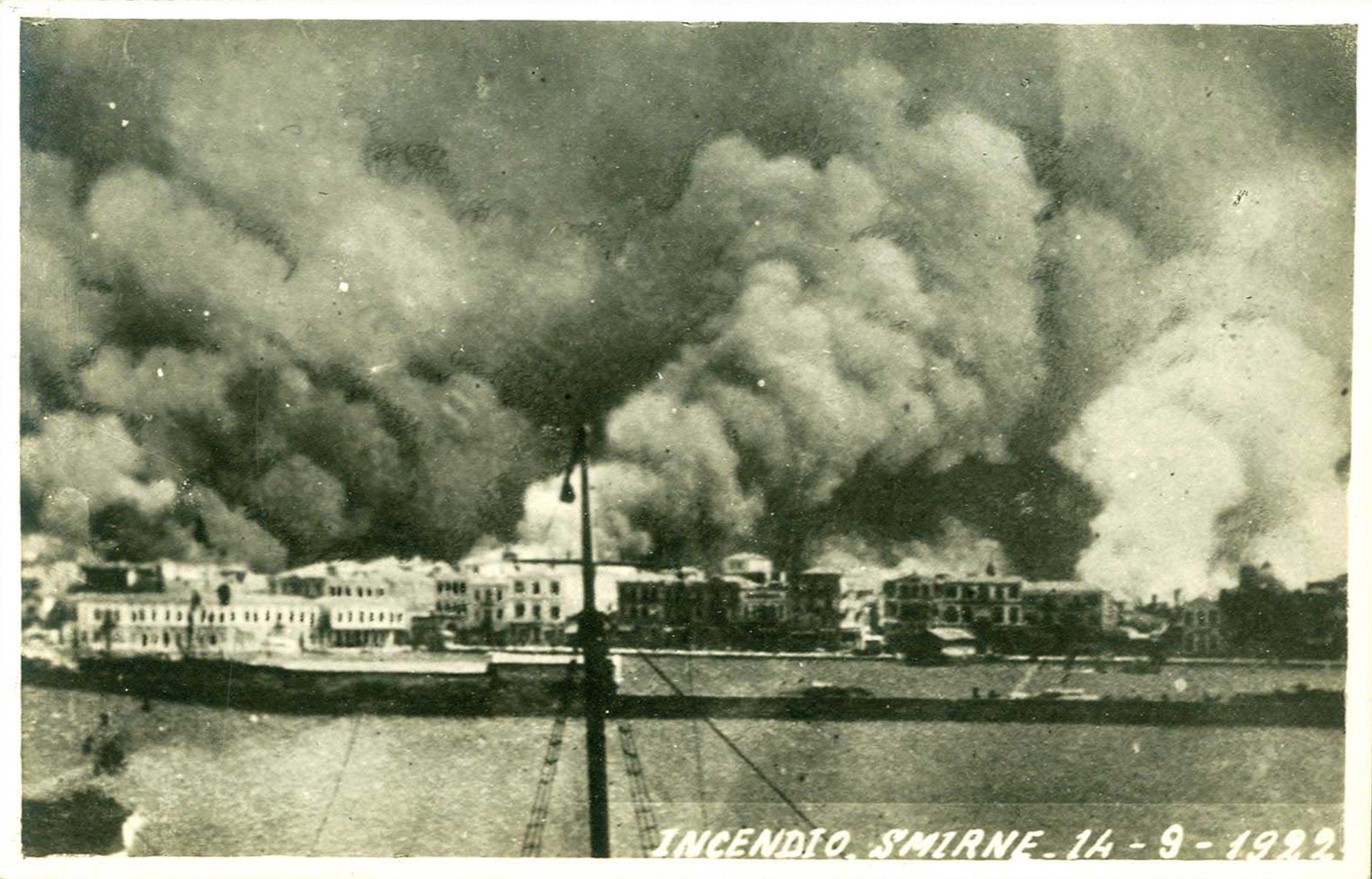
Pożar Smyrny. Fotografia wykonana z pokładu okrętu włoskiego

Początki osadnictwa na terenie Izmiru sięgają 3000 roku p.n.e. Zapewne w X wieku p.n.e. Jonowie zajęli Zatokę Smyrneńską, wypędzając eolskich osadników i zbudowali miasto. Rozkwitające miasto zostało zburzone prawdopodobnie w roku 575 p.n.e. przez lidyjskiego króla Alyattesa II.
Czasy Aleksandra Wielkiego przyniosły miastu rozkwit. Kazał on wybudować twierdzę na wzgórzu Pagus, a u jej podnóża nowe miasto, do którego przesiedlił mieszkańców dawnej Smyrny. Odbudowane w pierwszej połowie IV w. p.n.e. przez Antygona I, a następnie rozbudowywane przez Lizymacha miasto, stało się głównym ośrodkiem handlowym w Azji Mniejszej. W czasach rzymskiego i bizantyjskiego panowania miasto wciąż się rozwijało. W 129 roku p.n.e. liczyło około 100 tysięcy mieszkańców i było znanym ośrodkiem handlowym. W roku 178 n.e. miasto przeżyło największe w swej historii trzęsienie ziemi. Z polecenia Marka Aureliusza zostało odbudowane w ciągu trzech lat. Już wcześniej zaczęli się tu pojawiać pierwsi chrześcijanie. To tutaj znajdował się jeden z siedmiu Kościołów Azji wzmiankowany w Apokalipsie św. Jana, a pierwszym biskupem tutejszej gminy chrześcijańskiej był św. Polikarp, który z rozkazu rzymskiego namiestnika został w 153 r. spalony na stosie. Dzięki temu, że była tu silna wspólnota chrześcijańska, w czasach bizantyjskich rezydował tu metropolita podległy tylko patriarsze.
W VII w. miasto przeżywało częste najazdy Arabów, ale padło dopiero w XI w. na skutek naporu Turków seldżuckich i pozostawało w ich władaniu przez około 20 lat, aż do czasu, kiedy odbiła je z ich rąk armia cesarska. Pod koniec XII w. władali Smyrną Genueńczycy korzystając z ogromnych walorów tutejszego portu. Władzę nad miastem stracili jednak po kilkudziesięciu latach na rzecz Turków z emiratu Aydin. W latach 1344–1403 należało do zakonu joannitów. W 1403 zostało zdobyte i zniszczone przez mongolskie wojska Timura.
W roku 1415 miasto przeszło w posiadanie Imperium Osmańskiego. Zdobywcy zmienili jego nazwę na Izmir. Za Sulejmana Wspaniałego, w celu rozwoju handlu, Europejczycy otrzymywali pozwolenia na swobodny handel i na osiedlanie się w mieście. Wkrótce Izmir stał się miastem kosmopolitycznym.
Po przegranej przez Imperium I wojnie światowej miasto w wyniku wojny grecko-tureckiej zostało zajęte przez Greków, co zostało usankcjonowane układem w Sèvres (1920). 9 września 1922 r. Izmir został zajęty przez wojska Atatürka i poważnie zniszczony, mimo wcześniejszego o kilka dni opuszczenia go przez wojska greckie. Pomimo rozkazu wydanego przez Kemala Atatürka zabraniającego zabijania osób cywilnych, w czasie tureckiego zajmowania miasta doszło do rzezi znajdującej się tam ludności greckiej i ormiańskiej, szacowanej na około 100 000 ludzi. Brutalnie zamordowany został biskup Patriarchatu Konstantynopolitańskiego Chryzostom ze Smyrny. W dniach 13-17 września 1922 doszło do wielkiego pożaru, w wyniku którego zniszczona została znaczna część miasta zamieszkiwanego przez chrześcijan (oszczędzone zostały dzielnice turecka i żydowska). Traktatem pokojowym w Lozannie w 1923 roku Izmir z powrotem został przyznany Turcji. Zgodnie z osobnym porozumieniem pomiędzy Grecją i Turcją nastąpiła wymiana ludności, dlatego miasto jest dziś zamieszkane głównie przez Turków.
W roku 2005 miasto gościło uczestników letniej uniwersjady.

## Muzea
- Muzeum Archeologiczne

## Miasta partnerskie
- Baku, Azerbejdżan
- Biszkek, Kirgistan (1991)
- Wołgograd, Rosja (2006)
- Buchara, Uzbekistan (1992)
- Mumbaj, Indie
- Brema, Niemcy
- Famagusta, Cypr Północny
- Long Beach, Stany Zjednoczone
- Melbourne, Australia
- Neapol, Włochy
- Samarkanda, Uzbekistan
- Seattle, Stany Zjednoczone
- Tampa, Stany Zjednoczone
- Tel Awiw, Izrael[13]